# Huonia moerens
Huonia moerens – gatunek ważki z rodziny ważkowatych (Libellulidae).